# 寇秉鈞
寇秉鈞，字伯衡，贵州修文人，清朝政治人物、同進士出身。

## 生平
道光二年（1822年）清宣宗登極壬午恩科進士，三甲四十一名，后官山東益都知縣。